# فولتا لا كومونيتات فالنسيانا 2025
فولتا لا كومونيتات فالنسيانا 2025 (بالإسبانية: Vuelta a la Comunidad Valenciana 2025)‏ هو سباق دراجات هوائية من فئة  2.1، وهو الموسم السادس والسبعين من فولتا فالنسيا، وأقيم خلال الفترة من 5 فبراير 2025، وحتى 9 فبراير 2025.
فاز بالمركز الأول وفي ترتيب النقاط Santiago Buitrago ‏، وفاز بالمركز الثاني جواو ألميدا، وفاز بالمركز الثالث بيلو بلباو، وفاز في تصنيف الجبال Jon Agirre ‏، وفاز في ترتيب الفرق 2025 Bahrain-Victorious ‏، وفاز في ترتيب النقاط للشباب كارلوس رودريغيز كانو.

## الفرق
| فرق عالمية (9)- UAE Team Emirates XRG - Bahrain-Victorious - Red Bull-BORA-hansgrohe - Team Jayco AlUla - Movistar Team - Lidl-Trek - Intermarché-Wanty - Alpecin-Deceuninck - Ineos Grenadiers فرق برو (10)- إيولو كوميت ‏ - VF Group-Bardiani CSF-Faizanè - أوسكالتيل أوسكادي 2025 ‏ - برجس بي إتش ‏ - كاجا رورال-سيغوروس 2025 ‏ - Equipo Kern Pharma ‏ - فريق الدراجات Q36.5 ‏ - بنجوال باوليز ساوكس دبليو بي ‏ - تيم نوفو نورديسك ‏ - Israel-Premier Tech فرق قارية (3)- Illes Balears Arabay Cycling ‏ - Project Echelon Racing ‏ - Petrolike ‏ |  |
| |  |

## المراحل
| قائمة المراحل | قائمة المراحل | قائمة المراحل            | قائمة المراحل               | قائمة المراحل | قائمة المراحل   | قائمة المراحل      |                    |
| المرحلة       | التاريخ       | الدورة                   |                             | المسافة (كم)  | الفائز بالمرحلة | القائد العام       |                    |
| ------------- | ------------- | ------------------------ | --------------------------- | ------------- | --------------- | ------------------ | ------------------ |
| المرحلة 1     | 5 فبراير      | أوريولة – أوريولة        | سباق الطريق ضد الساعة للفرق | 34٫5          | 291 م           | Lidl-Trek          | Mathias Vacek ‏     |
| المرحلة 2     | 6 فبراير      | لا نوسيا – بني فتحون     | مرحلة جبلية                 | 166           | 3٬312 م         | Santiago Buitrago ‏ | Mathias Vacek ‏     |
| المرحلة 3     | 7 فبراير      | Algemesí ‏ – ألبوينتي     | مرحلة جبلية                 | 180٫3         | 2٬997 م         | Iván Romeo ‏        | جواو ألميدا        |
| المرحلة 4     | 8 فبراير      | أبيشة – بورتيل دي موريلا | مرحلة جبلية متوسطة          | 181           | 3٬598 م         | Santiago Buitrago ‏ | Santiago Buitrago ‏ |
| المرحلة 5     | 9 فبراير      | الفخار (بلنسية) – بلنسية | مرحلة مستوية                | 104٫2         | 87 م            | جوناثان ميلان      | Santiago Buitrago ‏ |

## النتيجة

### مرحلة 1
هي مرحلة من نوع سباق الزمن على الطريق للفرق، أقيمت في 5 فبراير 2025، وامتدّت لمسافة 34.5 كيلومتر. فاز بالمركز الأول، وتصدر ترتيب الفرق 2025 Lidl-Trek ‏، وتصدر ترتيب النقاط Daan Hoole ‏، وتصدر ترتيب التسلق جوناثان ميلان، وتصدر الترتيب العام في نهاية المرحلة وترتيب النقاط للشباب Mathias Vacek ‏.
| التصنيف العام | التصنيف العام     | التصنيف العام         | التصنيف العام | التصنيف العام |
| العداء        | العداء            | الفريق                | الوقت         |               |
| ------------- | ----------------- | --------------------- | ------------- | ------------- |
| 1             | Mathias Vacek ‏    | Lidl-Trek             | 39 د 19 ث     |               |
| 2             | جوناثان ميلان     | Lidl-Trek             | + 0 ث         |               |
| 3             | Daan Hoole ‏       | Lidl-Trek             | + 0 ث         |               |
| 4             | Jakob Söderqvist ‏ | Lidl-Trek             | + 0 ث         |               |
| 5             | إدوارد ثيونس      | Lidl-Trek             | + 30 ث        |               |
| 6             | Jelte Krijnsen ‏   | Team Jayco AlUla      | + 47 ث        |               |
| 7             | بين أوكونور       | Team Jayco AlUla      | + 47 ث        |               |
| 8             | مايكل هيبورن      | Team Jayco AlUla      | + 47 ث        |               |
| 9             | جاشا سوتيرلين     | Team Jayco AlUla      | + 47 ث        |               |
| 10            | جواو ألميدا       | UAE Team Emirates XRG | + 50 ث        |               |
|               |                   |                       |               |               |
|               |                   |                       |               |               |

### مرحلة 2
هي مرحلة جبلية، أقيمت في 6 فبراير 2025، وامتدّت لمسافة 166 كيلومتر. فاز بالمركز الأول، وتصدر ترتيب النقاط Santiago Buitrago ‏، وتصدر ترتيب الفرق 2025 Bahrain-Victorious ‏، وتصدر ترتيب التسلق بيلو بلباو، وتصدر الترتيب العام في نهاية المرحلة وترتيب النقاط للشباب Mathias Vacek ‏.
| التصنيف العام | التصنيف العام             | التصنيف العام         | التصنيف العام | التصنيف العام |
| العداء        | العداء                    | الفريق                | الوقت         |               |
| ------------- | ------------------------- | --------------------- | ------------- | ------------- |
| 1             | Mathias Vacek ‏            | Lidl-Trek             | 4 س 48 د 10 ث |               |
| 2             | جواو ألميدا               | UAE Team Emirates XRG | + 2 ث         |               |
| 3             | Santiago Buitrago ‏        | Bahrain Victorious    | + 5 ث         |               |
| 4             | بيلو بلباو                | Bahrain Victorious    | + 16 ث        |               |
| 5             | ثيمين أرينسمان            | Ineos Grenadiers      | + 19 ث        |               |
| 6             | براندون ماكنولتي          | UAE Team Emirates XRG | + 27 ث        |               |
| 7             | كارلوس رودريغيز كانو      | Ineos Grenadiers      | + 28 ث        |               |
| 8             | جيفرسون سيبيدا            | Movistar Team         | + 30 ث        |               |
| 9             | Iván Romeo ‏               | Movistar Team         | + 48 ث        |               |
| 10            | Lenny Martinez (cyclist) ‏ | Bahrain Victorious    | + 54 ث        |               |
|               |                           |                       |               |               |
|               |                           |                       |               |               |

### مرحلة 3
هي مرحلة جبلية، أقيمت في 7 فبراير 2025، وامتدّت لمسافة 180.3 كيلومتر. فاز بالمركز الأول، وتصدر ترتيب النقاط للشباب Iván Romeo ‏، وتصدر ترتيب النقاط وترتيب التسلق Santiago Buitrago ‏، وتصدر ترتيب الفرق 2025 Bahrain-Victorious ‏، وتصدر الترتيب العام في نهاية المرحلة جواو ألميدا.
| التصنيف العام | التصنيف العام        | التصنيف العام         | التصنيف العام | التصنيف العام |
| العداء        | العداء               | الفريق                | الوقت         |               |
| ------------- | -------------------- | --------------------- | ------------- | ------------- |
| 1             | جواو ألميدا          | UAE Team Emirates XRG | 9 س 14 د 30 ث |               |
| 2             | Santiago Buitrago ‏   | Bahrain Victorious    | + 2 ث         |               |
| 3             | بيلو بلباو           | Bahrain Victorious    | + 21 ث        |               |
| 4             | ثيمين أرينسمان       | Ineos Grenadiers      | + 24 ث        |               |
| 5             | براندون ماكنولتي     | UAE Team Emirates XRG | + 32 ث        |               |
| 6             | Iván Romeo ‏          | Movistar Team         | + 33 ث        |               |
| 7             | كارلوس رودريغيز كانو | Ineos Grenadiers      | + 33 ث        |               |
| 8             | جيفرسون سيبيدا       | Movistar Team         | + 35 ث        |               |
| 9             | Pablo Castrillo ‏     | Movistar Team         | + 1 د 03 ث    |               |
| 10            | بين أوكونور          | Team Jayco AlUla      | + 1 د 05 ث    |               |
|               |                      |                       |               |               |
|               |                      |                       |               |               |

### مرحلة 4
هي مرحلة جبلية متوسطة، أقيمت في 8 فبراير 2025، وامتدّت لمسافة 181 كيلومتر. فاز بالمركز الأول، وتصدر الترتيب العام في نهاية المرحلة وترتيب النقاط Santiago Buitrago ‏، وتصدر ترتيب التسلق Jon Agirre ‏، وتصدر ترتيب الفرق 2025 Bahrain-Victorious ‏، وتصدر ترتيب النقاط للشباب Iván Romeo ‏.
| التصنيف العام | التصنيف العام        | التصنيف العام           | التصنيف العام  | التصنيف العام |
| العداء        | العداء               | الفريق                  | الوقت          |               |
| ------------- | -------------------- | ----------------------- | -------------- | ------------- |
| 1             | Santiago Buitrago ‏   | Bahrain Victorious      | 14 س 08 د 01 ث |               |
| 2             | جواو ألميدا          | UAE Team Emirates XRG   | + 8 ث          |               |
| 3             | بيلو بلباو           | Bahrain Victorious      | + 29 ث         |               |
| 4             | ثيمين أرينسمان       | Ineos Grenadiers        | + 32 ث         |               |
| 5             | براندون ماكنولتي     | UAE Team Emirates XRG   | + 43 ث         |               |
| 6             | Iván Romeo ‏          | Movistar Team           | + 44 ث         |               |
| 7             | كارلوس رودريغيز كانو | Ineos Grenadiers        | + 44 ث         |               |
| 8             | جيفرسون سيبيدا       | Movistar Team           | + 50 ث         |               |
| 9             | جاي هيندلي           | Red Bull-Bora-Hansgrohe | + 1 د 21 ث     |               |
| 10            | بين أوكونور          | Team Jayco AlUla        | + 1 د 27 ث     |               |
|               |                      |                         |                |               |
|               |                      |                         |                |               |

### مرحلة 5
هي مرحلة مستوية، أقيمت في 9 فبراير 2025، وامتدّت لمسافة 104.2 كيلومتر. فاز بالمركز الأول جوناثان ميلان، وتصدر ترتيب التسلق Jon Agirre ‏، وتصدر الترتيب العام في نهاية المرحلة وترتيب النقاط Santiago Buitrago ‏، وتصدر ترتيب الفرق 2025 Bahrain-Victorious ‏، وتصدر ترتيب النقاط للشباب كارلوس رودريغيز كانو.

## المشاركون
| UAE Team Emirates XRG UAD                  | UAE Team Emirates XRG UAD      | UAE Team Emirates XRG UAD |
| ------------------------------------------ | ------------------------------ | ------------------------- |
| م                                          | عداء                           | مرتبة                     |
| 1                                          | براندون ماكنولتي (زمني فردي)   | 5                         |
| 2                                          | جواو ألميدا                    | 2                         |
| 3                                          | فيليبو بارونسيني               | 51                        |
| 4                                          | فيليكس جروس شارتنر (زمني فردي) | 60                        |
| 5                                          | Julius Johansen ‏               | 96                        |
| 6                                          | إيفو أوليفيرا                  | 101                       |
| 7                                          | بافل سيفاكوف                   | 15                        |
| مدير الرياضة: فابريزيو غيدي, ماركو مارزانو |                                |                           |

| Bahrain Victorious TBV        | Bahrain Victorious TBV    | Bahrain Victorious TBV |
| ----------------------------- | ------------------------- | ---------------------- |
| م                             | عداء                      | مرتبة                  |
| 11                            | Santiago Buitrago ‏        | 1                      |
| 12                            | بيلو بلباو                | 3                      |
| 13                            | Kamil Gradek ‏             | 125                    |
| 14                            | جاك هايغ                  | 16                     |
| 15                            | Rainer Kepplinger ‏        | 74                     |
| 16                            | Lenny Martinez (cyclist) ‏ | 11                     |
| 17                            | Edoardo Zambanini ‏        | 38                     |
| مدير الرياضة: رومان كريوزيجير |                           |                        |

| Red Bull-Bora-Hansgrohe RBH | Red Bull-Bora-Hansgrohe RBH | Red Bull-Bora-Hansgrohe RBH |
| --------------------------- | --------------------------- | --------------------------- |
| م                           | عداء                        | مرتبة                       |
| 21                          | Nico Denz ‏                  | 52                          |
| 22                          | جاي هيندلي                  | 9                           |
| 23                          | Matteo Sobrero ‏             | 42                          |
| 24                          | جياني موسكون                | 99                          |
| 25                          | ألكساندر فلاسوف             | 17                          |
| 26                          | Frederik Wandahl ‏           | 57                          |
| 27                          | جيوفاني أليوتي              | 31                          |
| مدير الرياضة: رولف ألداج    |                             |                             |

| Team Jayco AlUla JAY       | Team Jayco AlUla JAY     | Team Jayco AlUla JAY |
| -------------------------- | ------------------------ | -------------------- |
| م                          | عداء                     | مرتبة                |
| 31                         | Bob Donaldson (cyclist) ‏ | 95                   |
| 32                         | مايكل هيبورن             | 109                  |
| 33                         | كريستوفر جول جينسين      | 70                   |
| 34                         | Jelte Krijnsen ‏          | 44                   |
| 35                         | بين أوكونور              | 10                   |
| 36                         | جاشا سوتيرلين            | 54                   |
| 37                         | فيليبو زانا              | 29                   |
| مدير الرياضة: رافائيل فالس |                          |                      |

| Movistar Team MOV | Movistar Team MOV | Movistar Team MOV |
| ----------------- | ----------------- | ----------------- |
| م                 | عداء              | مرتبة             |
| 41                | Jorge Arcas ‏      | 62                |
| 42                | ويل بارتا         | 23                |
| 43                | Pablo Castrillo ‏  | 12                |
| 44                | جيفرسون سيبيدا    | 7                 |
| 45                | Lorenzo Milesi ‏   | 100               |
| 46                | Iván Romeo ‏       | 8                 |
| 47                | نيلسون أوليفيرا   | 76                |

| Lidl-Trek LTK                | Lidl-Trek LTK                 | Lidl-Trek LTK |
| ---------------------------- | ----------------------------- | ------------- |
| م                            | عداء                          | مرتبة         |
| 51                           | سيموني كونسوني                | 90            |
| 52                           | Amanuel Ghebreigzabhier ‏      | 71            |
| 53                           | Daan Hoole ‏ (زمني فردي)       | 41            |
| 54                           | جوناثان ميلان                 | 67            |
| 55                           | إدوارد ثيونس                  | 104           |
| 56                           | Mathias Vacek ‏ (زمني فردي)    | لم يبدأ-5     |
| 57                           | Jakob Söderqvist ‏ (زمني فردي) | 34            |
| مدير الرياضة: ماكسيم مونفورت |                               |               |

| Intermarché-Wanty IWA       | Intermarché-Wanty IWA | Intermarché-Wanty IWA |
| --------------------------- | --------------------- | --------------------- |
| م                           | عداء                  | مرتبة                 |
| 61                          | Huub Artz ‏            | 91                    |
| 62                          | Kevin Colleoni ‏       | 81                    |
| 63                          | لويس مينتيس           | 55                    |
| 64                          | ألكسندر كامب          | 116                   |
| 65                          | أدريان بيتي           | 118                   |
| 66                          | جيربن تايسن ‏          | 113                   |
| 67                          | Gijs Van Hoecke ‏      | 110                   |
| مدير الرياضة: بيتر فانسبيوك |                       |                       |

| Alpecin-Deceuninck ADC    | Alpecin-Deceuninck ADC           | Alpecin-Deceuninck ADC |
| ------------------------- | -------------------------------- | ---------------------- |
| م                         | عداء                             | مرتبة                  |
| 71                        | Kaden Groves ‏                    | لم يبدأ-5              |
| 72                        | جياني فرميش                      | 56                     |
| 73                        | Oscar Riesebeek ‏                 | 112                    |
| 74                        | إدوارد بلانكايرتإدوارد بلانكايرت | 85                     |
| 75                        | Lars Boven ‏                      | لم يبدأ-4              |
| 76                        | Henri Uhlig ‏                     | 73                     |
| مدير الرياضة: ينس كوكلاير |                                  |                        |

| ألبيسين فينيكس تيم ‏ ADD | ألبيسين فينيكس تيم ‏ ADD | ألبيسين فينيكس تيم ‏ ADD |
| ----------------------- | ----------------------- | ----------------------- |
| م                       | عداء                    | مرتبة                   |
| 77                      | Sente Sentjens ‏         | 102                     |

| Ineos Grenadiers IGD           | Ineos Grenadiers IGD       | Ineos Grenadiers IGD |
| ------------------------------ | -------------------------- | -------------------- |
| م                              | عداء                       | مرتبة                |
| 81                             | ثيمين أرينسمان             | 4                    |
| 82                             | Andrew August ‏             | 27                   |
| 83                             | جوناثان كاستروفيجو         | 64                   |
| 84                             | توبياس فوس                 | 13                   |
| 85                             | بوب جونهيلس                | 45                   |
| 86                             | كارلوس رودريغيز كانو       | 6                    |
| 87                             | Michael Leonard (cyclist) ‏ | لم يبدأ-4            |
| مدير الرياضة: كورت اسلي ارفسين |                            |                      |

| إيولو كوميت ‏ PTV               | إيولو كوميت ‏ PTV           | إيولو كوميت ‏ PTV |
| ------------------------------ | -------------------------- | ---------------- |
| م                              | عداء                       | مرتبة            |
| 91                             | Giovanni Lonardi ‏          | 119              |
| 92                             | ميركو مايستري              | 53               |
| 93                             | Francisco Muñoz (cyclist) ‏ | 121              |
| 94                             | Davide Bais ‏               | 75               |
| 95                             | Davide Piganzoli ‏          | 14               |
| 96                             | Fernando Tercero ‏          | لم يبدأ-2        |
| 97                             | Samuele Zoccarato ‏         | لم يكمل السباق-4 |
| مدير الرياضة: Stefano Zanatta ‏ |                            |                  |

| VF Group-Bardiani CSF-Faizanè VBF | VF Group-Bardiani CSF-Faizanè VBF | VF Group-Bardiani CSF-Faizanè VBF |
| --------------------------------- | --------------------------------- | --------------------------------- |
| م                                 | عداء                              | مرتبة                             |
| 101                               | Luca Covili ‏                      | 37                                |
| 102                               | Filippo Fiorelli ‏                 | 80                                |
| 103                               | Alessio Martinelli ‏               | لم يكمل السباق-3                  |
| 104                               | Luca Paletti ‏                     | 25                                |
| 105                               | Vicente Rojas ‏                    | لم يكمل السباق-4                  |
| 106                               | Matteo Scalco ‏                    | 59                                |
| 107                               | Alex Tolio ‏                       | 66                                |
| مدير الرياضة: Mirko Rossato ‏      |                                   |                                   |

| أوسكالتيل أوسكادي ‏ EUS   | أوسكالتيل أوسكادي ‏ EUS | أوسكالتيل أوسكادي ‏ EUS |
| ------------------------ | ---------------------- | ---------------------- |
| م                        | عداء                   | مرتبة                  |
| 111                      | Txomin Juaristi ‏       | 20                     |
| 112                      | Xabier Isasa ‏          | لم يبدأ-4              |
| 113                      | Xabier Berasategi ‏     | 79                     |
| 114                      | Jon Agirre ‏            | 32                     |
| 115                      | مارتون دينا            | لم يكمل السباق-4       |
| 116                      | Mikel Bizkarra ‏        | لم يبدأ-4              |
| 117                      | Jokin Murguialday ‏     | 40                     |
| مدير الرياضة: روبن بيريز |                        |                        |

| برجس بي إتش ‏ BBH             | برجس بي إتش ‏ BBH  | برجس بي إتش ‏ BBH |
| ---------------------------- | ----------------- | ---------------- |
| م                            | عداء              | مرتبة            |
| 121                          | Clément Alleno ‏   | 22               |
| 122                          | David Martin ‏     | لم يكمل السباق-3 |
| 123                          | Ander Okamika ‏    | لم يكمل السباق-3 |
| 124                          | Vojtěch Kmínek ‏   | 123              |
| 125                          | Hugo de la Calle ‏ | 49               |
| 126                          | خوسيه مانويل دياز | 35               |
| 127                          | Sinuhé Fernández ‏ | 84               |
| مدير الرياضة: Damien Garcia ‏ |                   |                  |

| كاجا رورال-سيغوروس ‏ CJR                     | كاجا رورال-سيغوروس ‏ CJR | كاجا رورال-سيغوروس ‏ CJR |
| ------------------------------------------- | ----------------------- | ----------------------- |
| م                                           | عداء                    | مرتبة                   |
| 131                                         | Joan Bou ‏               | 36                      |
| 132                                         | Sebastian Berwick ‏      | 87                      |
| 133                                         | Iúri Leitão ‏            | لم يكمل السباق-4        |
| 134                                         | Jaume Guardeño ‏         | 50                      |
| 135                                         | Alex Molenaar ‏          | 108                     |
| 136                                         | Jakub Otruba ‏           | لم يكمل السباق-3        |
| 137                                         | Tyler Stites ‏           | 98                      |
| مدير الرياضة: José Miguel Fernández Reviejo‏ |                         |                         |

| Equipo Kern Pharma ‏ EKP | Equipo Kern Pharma ‏ EKP | Equipo Kern Pharma ‏ EKP |
| ----------------------- | ----------------------- | ----------------------- |
| م                       | عداء                    | مرتبة                   |
| 141                     | إيفان سوسا              | 28                      |
| 142                     | José Félix Parra ‏       | 58                      |
| 143                     | Diego Uriarte ‏          | 63                      |
| 144                     | Unai Iribar ‏            | 89                      |
| 145                     | Miguel Ángel Fernández ‏ | 124                     |
| 146                     | Iñigo Elosegui ‏         | لم يبدأ-4               |
| 147                     | Iván Cobo ‏              | 24                      |
| مدير الرياضة:           |                         |                         |

| فريق الدراجات Q36.5 ‏ Q36   | فريق الدراجات Q36.5 ‏ Q36 | فريق الدراجات Q36.5 ‏ Q36 |
| -------------------------- | ------------------------ | ------------------------ |
| م                          | عداء                     | مرتبة                    |
| 151                        | جيانلوكا برامبيلا        | لم يبدأ-3                |
| 152                        | مارك دونوفان             | 30                       |
| 153                        | Walter Calzoni ‏          | 68                       |
| 154                        | ديفيد غونزاليس           | 61                       |
| 155                        | Jannik Steimle ‏          | لم يكمل السباق-3         |
| 156                        | روري تاونسند ‏            | 88                       |
| 157                        | Milan Vader ‏             | 19                       |
| مدير الرياضة: بيوتر واديكي |                          |                          |

| بنجوال باوليز ساوكس دبليو بي ‏ WB2     | بنجوال باوليز ساوكس دبليو بي ‏ WB2 | بنجوال باوليز ساوكس دبليو بي ‏ WB2 |
| ------------------------------------- | --------------------------------- | --------------------------------- |
| م                                     | عداء                              | مرتبة                             |
| 161                                   | لويك فليجن                        | 93                                |
| 162                                   | Tom Portsmouth ‏                   | لم يكمل السباق-3                  |
| 163                                   | Johan Meens ‏                      | 97                                |
| 164                                   | Louka Matthys ‏                    | 48                                |
| 165                                   | BEL                               | 72                                |
| 166                                   | فلوريس دي تير                     | 33                                |
| 167                                   | Quentin Bezza ‏                    | 107                               |
| مدير الرياضة: Alessandro Spezialetti ‏ |                                   |                                   |

| تيم نوفو نورديسك ‏ TNN            | تيم نوفو نورديسك ‏ TNN | تيم نوفو نورديسك ‏ TNN |
| -------------------------------- | --------------------- | --------------------- |
| م                                | عداء                  | مرتبة                 |
| 171                              | Matyáš Kopecký ‏       | 114                   |
| 172                              | Filippo Ridolfo ‏      | 115                   |
| 173                              | Bailey McDonald‏       | 130                   |
| 174                              | Hamish Armitt ‏        | 83                    |
| 175                              | Declan Irvine ‏        | 128                   |
| 176                              | Nathan Smith‏          | 120                   |
| 177                              | Antonio Polga‏         | 126                   |
| مدير الرياضة: Gennady Mikhaylov ‏ |                       |                       |

| Israel-Premier Tech IPT       | Israel-Premier Tech IPT | Israel-Premier Tech IPT |
| ----------------------------- | ----------------------- | ----------------------- |
| م                             | عداء                    | مرتبة                   |
| 181                           | Joseph Blackmore ‏       | 26                      |
| 182                           | هوغو هول                | 69                      |
| 183                           | أليكسي لوتزينكو         | 18                      |
| 184                           | Riley Pickrell ‏         | 86                      |
| 185                           | Riley Sheehan ‏          | 43                      |
| 186                           | جيك ستيوارت             | 78                      |
| 187                           | Ethan Vernon ‏           | 94                      |
| مدير الرياضة: Óscar Guerrero ‏ |                         |                         |

| Illes Balears Arabay Cycling ‏ IBA | Illes Balears Arabay Cycling ‏ IBA | Illes Balears Arabay Cycling ‏ IBA |
| --------------------------------- | --------------------------------- | --------------------------------- |
| م                                 | عداء                              | مرتبة                             |
| 191                               | Gonzalo Ariño‏                     | 111                               |
| 192                               | José María García ‏                | 39                                |
| 193                               | Asier Pablo González‏              | 105                               |
| 194                               | Pau Llaneras ‏                     | 122                               |
| 195                               | ESP                               | 117                               |
| 196                               | ESP                               | لم يبدأ-3                         |
| 197                               | ESP                               | 77                                |
| مدير الرياضة: دانيال نافارو       |                                   |                                   |

| Project Echelon Racing ‏ PEC | Project Echelon Racing ‏ PEC | Project Echelon Racing ‏ PEC |
| --------------------------- | --------------------------- | --------------------------- |
| م                           | عداء                        | مرتبة                       |
| 201                         | Laurent Gervais‏             | لم يكمل السباق-4            |
| 202                         | Hugo Scala ‏                 | 92                          |
| 203                         | USA                         | 82                          |
| 204                         | Brendan Rhim ‏               | لم يكمل السباق-3            |
| 205                         | Caleb Classen‏               | 129                         |
| 206                         | Sam Boardman ‏               | 127                         |
| 207                         | Cade Bickmore ‏              | 131                         |

| Petrolike ‏ PTL | Petrolike ‏ PTL         | Petrolike ‏ PTL   |
| -------------- | ---------------------- | ---------------- |
| م              | عداء                   | مرتبة            |
| 211            | جوناثان كايسيدو        | 47               |
| 212            | Edgar Cadena ‏          | 46               |
| 213            | ITA                    | 65               |
| 214            | Carlos Alfonso García ‏ | لم يكمل السباق-3 |
| 215            | MEX                    | 103              |
| 216            | Andrii Ponomar ‏        | 21               |
| 217            | MEX                    | 106              |

| UAE Team Emirates XRG UAD                  | UAE Team Emirates XRG UAD      | UAE Team Emirates XRG UAD |
| ------------------------------------------ | ------------------------------ | ------------------------- |
| م                                          | عداء                           | مرتبة                     |
| 1                                          | براندون ماكنولتي (زمني فردي)   | 5                         |
| 2                                          | جواو ألميدا                    | 2                         |
| 3                                          | فيليبو بارونسيني               | 51                        |
| 4                                          | فيليكس جروس شارتنر (زمني فردي) | 60                        |
| 5                                          | Julius Johansen ‏               | 96                        |
| 6                                          | إيفو أوليفيرا                  | 101                       |
| 7                                          | بافل سيفاكوف                   | 15                        |
| مدير الرياضة: فابريزيو غيدي, ماركو مارزانو |                                |                           |

| Bahrain Victorious TBV        | Bahrain Victorious TBV    | Bahrain Victorious TBV |
| ----------------------------- | ------------------------- | ---------------------- |
| م                             | عداء                      | مرتبة                  |
| 11                            | Santiago Buitrago ‏        | 1                      |
| 12                            | بيلو بلباو                | 3                      |
| 13                            | Kamil Gradek ‏             | 125                    |
| 14                            | جاك هايغ                  | 16                     |
| 15                            | Rainer Kepplinger ‏        | 74                     |
| 16                            | Lenny Martinez (cyclist) ‏ | 11                     |
| 17                            | Edoardo Zambanini ‏        | 38                     |
| مدير الرياضة: رومان كريوزيجير |                           |                        |

| Red Bull-Bora-Hansgrohe RBH | Red Bull-Bora-Hansgrohe RBH | Red Bull-Bora-Hansgrohe RBH |
| --------------------------- | --------------------------- | --------------------------- |
| م                           | عداء                        | مرتبة                       |
| 21                          | Nico Denz ‏                  | 52                          |
| 22                          | جاي هيندلي                  | 9                           |
| 23                          | Matteo Sobrero ‏             | 42                          |
| 24                          | جياني موسكون                | 99                          |
| 25                          | ألكساندر فلاسوف             | 17                          |
| 26                          | Frederik Wandahl ‏           | 57                          |
| 27                          | جيوفاني أليوتي              | 31                          |
| مدير الرياضة: رولف ألداج    |                             |                             |

| Team Jayco AlUla JAY       | Team Jayco AlUla JAY     | Team Jayco AlUla JAY |
| -------------------------- | ------------------------ | -------------------- |
| م                          | عداء                     | مرتبة                |
| 31                         | Bob Donaldson (cyclist) ‏ | 95                   |
| 32                         | مايكل هيبورن             | 109                  |
| 33                         | كريستوفر جول جينسين      | 70                   |
| 34                         | Jelte Krijnsen ‏          | 44                   |
| 35                         | بين أوكونور              | 10                   |
| 36                         | جاشا سوتيرلين            | 54                   |
| 37                         | فيليبو زانا              | 29                   |
| مدير الرياضة: رافائيل فالس |                          |                      |

| Movistar Team MOV | Movistar Team MOV | Movistar Team MOV |
| ----------------- | ----------------- | ----------------- |
| م                 | عداء              | مرتبة             |
| 41                | Jorge Arcas ‏      | 62                |
| 42                | ويل بارتا         | 23                |
| 43                | Pablo Castrillo ‏  | 12                |
| 44                | جيفرسون سيبيدا    | 7                 |
| 45                | Lorenzo Milesi ‏   | 100               |
| 46                | Iván Romeo ‏       | 8                 |
| 47                | نيلسون أوليفيرا   | 76                |

| Lidl-Trek LTK                | Lidl-Trek LTK                 | Lidl-Trek LTK |
| ---------------------------- | ----------------------------- | ------------- |
| م                            | عداء                          | مرتبة         |
| 51                           | سيموني كونسوني                | 90            |
| 52                           | Amanuel Ghebreigzabhier ‏      | 71            |
| 53                           | Daan Hoole ‏ (زمني فردي)       | 41            |
| 54                           | جوناثان ميلان                 | 67            |
| 55                           | إدوارد ثيونس                  | 104           |
| 56                           | Mathias Vacek ‏ (زمني فردي)    | لم يبدأ-5     |
| 57                           | Jakob Söderqvist ‏ (زمني فردي) | 34            |
| مدير الرياضة: ماكسيم مونفورت |                               |               |

| Intermarché-Wanty IWA       | Intermarché-Wanty IWA | Intermarché-Wanty IWA |
| --------------------------- | --------------------- | --------------------- |
| م                           | عداء                  | مرتبة                 |
| 61                          | Huub Artz ‏            | 91                    |
| 62                          | Kevin Colleoni ‏       | 81                    |
| 63                          | لويس مينتيس           | 55                    |
| 64                          | ألكسندر كامب          | 116                   |
| 65                          | أدريان بيتي           | 118                   |
| 66                          | جيربن تايسن ‏          | 113                   |
| 67                          | Gijs Van Hoecke ‏      | 110                   |
| مدير الرياضة: بيتر فانسبيوك |                       |                       |

| Alpecin-Deceuninck ADC    | Alpecin-Deceuninck ADC           | Alpecin-Deceuninck ADC |
| ------------------------- | -------------------------------- | ---------------------- |
| م                         | عداء                             | مرتبة                  |
| 71                        | Kaden Groves ‏                    | لم يبدأ-5              |
| 72                        | جياني فرميش                      | 56                     |
| 73                        | Oscar Riesebeek ‏                 | 112                    |
| 74                        | إدوارد بلانكايرتإدوارد بلانكايرت | 85                     |
| 75                        | Lars Boven ‏                      | لم يبدأ-4              |
| 76                        | Henri Uhlig ‏                     | 73                     |
| مدير الرياضة: ينس كوكلاير |                                  |                        |

| ألبيسين فينيكس تيم ‏ ADD | ألبيسين فينيكس تيم ‏ ADD | ألبيسين فينيكس تيم ‏ ADD |
| ----------------------- | ----------------------- | ----------------------- |
| م                       | عداء                    | مرتبة                   |
| 77                      | Sente Sentjens ‏         | 102                     |

| Ineos Grenadiers IGD           | Ineos Grenadiers IGD       | Ineos Grenadiers IGD |
| ------------------------------ | -------------------------- | -------------------- |
| م                              | عداء                       | مرتبة                |
| 81                             | ثيمين أرينسمان             | 4                    |
| 82                             | Andrew August ‏             | 27                   |
| 83                             | جوناثان كاستروفيجو         | 64                   |
| 84                             | توبياس فوس                 | 13                   |
| 85                             | بوب جونهيلس                | 45                   |
| 86                             | كارلوس رودريغيز كانو       | 6                    |
| 87                             | Michael Leonard (cyclist) ‏ | لم يبدأ-4            |
| مدير الرياضة: كورت اسلي ارفسين |                            |                      |

| إيولو كوميت ‏ PTV               | إيولو كوميت ‏ PTV           | إيولو كوميت ‏ PTV |
| ------------------------------ | -------------------------- | ---------------- |
| م                              | عداء                       | مرتبة            |
| 91                             | Giovanni Lonardi ‏          | 119              |
| 92                             | ميركو مايستري              | 53               |
| 93                             | Francisco Muñoz (cyclist) ‏ | 121              |
| 94                             | Davide Bais ‏               | 75               |
| 95                             | Davide Piganzoli ‏          | 14               |
| 96                             | Fernando Tercero ‏          | لم يبدأ-2        |
| 97                             | Samuele Zoccarato ‏         | لم يكمل السباق-4 |
| مدير الرياضة: Stefano Zanatta ‏ |                            |                  |

| VF Group-Bardiani CSF-Faizanè VBF | VF Group-Bardiani CSF-Faizanè VBF | VF Group-Bardiani CSF-Faizanè VBF |
| --------------------------------- | --------------------------------- | --------------------------------- |
| م                                 | عداء                              | مرتبة                             |
| 101                               | Luca Covili ‏                      | 37                                |
| 102                               | Filippo Fiorelli ‏                 | 80                                |
| 103                               | Alessio Martinelli ‏               | لم يكمل السباق-3                  |
| 104                               | Luca Paletti ‏                     | 25                                |
| 105                               | Vicente Rojas ‏                    | لم يكمل السباق-4                  |
| 106                               | Matteo Scalco ‏                    | 59                                |
| 107                               | Alex Tolio ‏                       | 66                                |
| مدير الرياضة: Mirko Rossato ‏      |                                   |                                   |

| أوسكالتيل أوسكادي ‏ EUS   | أوسكالتيل أوسكادي ‏ EUS | أوسكالتيل أوسكادي ‏ EUS |
| ------------------------ | ---------------------- | ---------------------- |
| م                        | عداء                   | مرتبة                  |
| 111                      | Txomin Juaristi ‏       | 20                     |
| 112                      | Xabier Isasa ‏          | لم يبدأ-4              |
| 113                      | Xabier Berasategi ‏     | 79                     |
| 114                      | Jon Agirre ‏            | 32                     |
| 115                      | مارتون دينا            | لم يكمل السباق-4       |
| 116                      | Mikel Bizkarra ‏        | لم يبدأ-4              |
| 117                      | Jokin Murguialday ‏     | 40                     |
| مدير الرياضة: روبن بيريز |                        |                        |

| برجس بي إتش ‏ BBH             | برجس بي إتش ‏ BBH  | برجس بي إتش ‏ BBH |
| ---------------------------- | ----------------- | ---------------- |
| م                            | عداء              | مرتبة            |
| 121                          | Clément Alleno ‏   | 22               |
| 122                          | David Martin ‏     | لم يكمل السباق-3 |
| 123                          | Ander Okamika ‏    | لم يكمل السباق-3 |
| 124                          | Vojtěch Kmínek ‏   | 123              |
| 125                          | Hugo de la Calle ‏ | 49               |
| 126                          | خوسيه مانويل دياز | 35               |
| 127                          | Sinuhé Fernández ‏ | 84               |
| مدير الرياضة: Damien Garcia ‏ |                   |                  |

| كاجا رورال-سيغوروس ‏ CJR                     | كاجا رورال-سيغوروس ‏ CJR | كاجا رورال-سيغوروس ‏ CJR |
| ------------------------------------------- | ----------------------- | ----------------------- |
| م                                           | عداء                    | مرتبة                   |
| 131                                         | Joan Bou ‏               | 36                      |
| 132                                         | Sebastian Berwick ‏      | 87                      |
| 133                                         | Iúri Leitão ‏            | لم يكمل السباق-4        |
| 134                                         | Jaume Guardeño ‏         | 50                      |
| 135                                         | Alex Molenaar ‏          | 108                     |
| 136                                         | Jakub Otruba ‏           | لم يكمل السباق-3        |
| 137                                         | Tyler Stites ‏           | 98                      |
| مدير الرياضة: José Miguel Fernández Reviejo‏ |                         |                         |

| Equipo Kern Pharma ‏ EKP | Equipo Kern Pharma ‏ EKP | Equipo Kern Pharma ‏ EKP |
| ----------------------- | ----------------------- | ----------------------- |
| م                       | عداء                    | مرتبة                   |
| 141                     | إيفان سوسا              | 28                      |
| 142                     | José Félix Parra ‏       | 58                      |
| 143                     | Diego Uriarte ‏          | 63                      |
| 144                     | Unai Iribar ‏            | 89                      |
| 145                     | Miguel Ángel Fernández ‏ | 124                     |
| 146                     | Iñigo Elosegui ‏         | لم يبدأ-4               |
| 147                     | Iván Cobo ‏              | 24                      |
| مدير الرياضة:           |                         |                         |

| فريق الدراجات Q36.5 ‏ Q36   | فريق الدراجات Q36.5 ‏ Q36 | فريق الدراجات Q36.5 ‏ Q36 |
| -------------------------- | ------------------------ | ------------------------ |
| م                          | عداء                     | مرتبة                    |
| 151                        | جيانلوكا برامبيلا        | لم يبدأ-3                |
| 152                        | مارك دونوفان             | 30                       |
| 153                        | Walter Calzoni ‏          | 68                       |
| 154                        | ديفيد غونزاليس           | 61                       |
| 155                        | Jannik Steimle ‏          | لم يكمل السباق-3         |
| 156                        | روري تاونسند ‏            | 88                       |
| 157                        | Milan Vader ‏             | 19                       |
| مدير الرياضة: بيوتر واديكي |                          |                          |

| بنجوال باوليز ساوكس دبليو بي ‏ WB2     | بنجوال باوليز ساوكس دبليو بي ‏ WB2 | بنجوال باوليز ساوكس دبليو بي ‏ WB2 |
| ------------------------------------- | --------------------------------- | --------------------------------- |
| م                                     | عداء                              | مرتبة                             |
| 161                                   | لويك فليجن                        | 93                                |
| 162                                   | Tom Portsmouth ‏                   | لم يكمل السباق-3                  |
| 163                                   | Johan Meens ‏                      | 97                                |
| 164                                   | Louka Matthys ‏                    | 48                                |
| 165                                   | BEL                               | 72                                |
| 166                                   | فلوريس دي تير                     | 33                                |
| 167                                   | Quentin Bezza ‏                    | 107                               |
| مدير الرياضة: Alessandro Spezialetti ‏ |                                   |                                   |

| تيم نوفو نورديسك ‏ TNN            | تيم نوفو نورديسك ‏ TNN | تيم نوفو نورديسك ‏ TNN |
| -------------------------------- | --------------------- | --------------------- |
| م                                | عداء                  | مرتبة                 |
| 171                              | Matyáš Kopecký ‏       | 114                   |
| 172                              | Filippo Ridolfo ‏      | 115                   |
| 173                              | Bailey McDonald‏       | 130                   |
| 174                              | Hamish Armitt ‏        | 83                    |
| 175                              | Declan Irvine ‏        | 128                   |
| 176                              | Nathan Smith‏          | 120                   |
| 177                              | Antonio Polga‏         | 126                   |
| مدير الرياضة: Gennady Mikhaylov ‏ |                       |                       |

| Israel-Premier Tech IPT       | Israel-Premier Tech IPT | Israel-Premier Tech IPT |
| ----------------------------- | ----------------------- | ----------------------- |
| م                             | عداء                    | مرتبة                   |
| 181                           | Joseph Blackmore ‏       | 26                      |
| 182                           | هوغو هول                | 69                      |
| 183                           | أليكسي لوتزينكو         | 18                      |
| 184                           | Riley Pickrell ‏         | 86                      |
| 185                           | Riley Sheehan ‏          | 43                      |
| 186                           | جيك ستيوارت             | 78                      |
| 187                           | Ethan Vernon ‏           | 94                      |
| مدير الرياضة: Óscar Guerrero ‏ |                         |                         |

| Illes Balears Arabay Cycling ‏ IBA | Illes Balears Arabay Cycling ‏ IBA | Illes Balears Arabay Cycling ‏ IBA |
| --------------------------------- | --------------------------------- | --------------------------------- |
| م                                 | عداء                              | مرتبة                             |
| 191                               | Gonzalo Ariño‏                     | 111                               |
| 192                               | José María García ‏                | 39                                |
| 193                               | Asier Pablo González‏              | 105                               |
| 194                               | Pau Llaneras ‏                     | 122                               |
| 195                               | ESP                               | 117                               |
| 196                               | ESP                               | لم يبدأ-3                         |
| 197                               | ESP                               | 77                                |
| مدير الرياضة: دانيال نافارو       |                                   |                                   |

| Project Echelon Racing ‏ PEC | Project Echelon Racing ‏ PEC | Project Echelon Racing ‏ PEC |
| --------------------------- | --------------------------- | --------------------------- |
| م                           | عداء                        | مرتبة                       |
| 201                         | Laurent Gervais‏             | لم يكمل السباق-4            |
| 202                         | Hugo Scala ‏                 | 92                          |
| 203                         | USA                         | 82                          |
| 204                         | Brendan Rhim ‏               | لم يكمل السباق-3            |
| 205                         | Caleb Classen‏               | 129                         |
| 206                         | Sam Boardman ‏               | 127                         |
| 207                         | Cade Bickmore ‏              | 131                         |

| Petrolike ‏ PTL | Petrolike ‏ PTL         | Petrolike ‏ PTL   |
| -------------- | ---------------------- | ---------------- |
| م              | عداء                   | مرتبة            |
| 211            | جوناثان كايسيدو        | 47               |
| 212            | Edgar Cadena ‏          | 46               |
| 213            | ITA                    | 65               |
| 214            | Carlos Alfonso García ‏ | لم يكمل السباق-3 |
| 215            | MEX                    | 103              |
| 216            | Andrii Ponomar ‏        | 21               |
| 217            | MEX                    | 106              |

## التصنيف العام النهائي
| التصنيف العام         | التصنيف العام        | التصنيف العام           | التصنيف العام  | التصنيف العام |
| العداء                | العداء               | الفريق                  | الوقت          |               |
| --------------------- | -------------------- | ----------------------- | -------------- | ------------- |
| 1                     | Santiago Buitrago ‏   | Bahrain Victorious      | 16 س 17 د 43 ث |               |
| 2                     | جواو ألميدا          | UAE Team Emirates XRG   | + 18 ث         |               |
| 3                     | بيلو بلباو           | Bahrain Victorious      | + 39 ث         |               |
| 4                     | ثيمين أرينسمان       | Ineos Grenadiers        | + 42 ث         |               |
| 5                     | براندون ماكنولتي     | UAE Team Emirates XRG   | + 53 ث         |               |
| 6                     | كارلوس رودريغيز كانو | Ineos Grenadiers        | + 54 ث         |               |
| 7                     | جيفرسون سيبيدا       | Movistar Team           | + 1 د 00 ث     |               |
| 8                     | Iván Romeo ‏          | Movistar Team           | + 1 د 07 ث     |               |
| 9                     | جاي هيندلي           | Red Bull-Bora-Hansgrohe | + 1 د 31 ث     |               |
| 10                    | بين أوكونور          | Team Jayco AlUla        | + 1 د 37 ث     |               |
|                       |                      |                         |                |               |
| مصدر: ProCyclingStats |                      |                         |                |               |

### تصنيف النقاط
| تصنيف النقاط          | تصنيف النقاط         | تصنيف النقاط          | تصنيف النقاط | تصنيف النقاط |
| العداء                | العداء               | الفريق                | النقاط       |              |
| --------------------- | -------------------- | --------------------- | ------------ | ------------ |
| 1                     | Santiago Buitrago ‏   | Bahrain Victorious    | 70 نقطة      |              |
| 2                     | جوناثان ميلان        | Lidl-Trek             | 45 نقطة      |              |
| 3                     | بيلو بلباو           | Bahrain Victorious    | 44 نقطة      |              |
| 4                     | جواو ألميدا          | UAE Team Emirates XRG | 41 نقطة      |              |
| 5                     | ثيمين أرينسمان       | Ineos Grenadiers      | 30 نقطة      |              |
| 6                     | جيفرسون سيبيدا       | Movistar Team         | 27 نقطة      |              |
| 7                     | Iván Romeo ‏          | Movistar Team         | 24 نقطة      |              |
| 8                     | جيك ستيوارت          | Israel-Premier Tech   | 20 نقطة      |              |
| 9                     | براندون ماكنولتي     | UAE Team Emirates XRG | 20 نقطة      |              |
| 10                    | كارلوس رودريغيز كانو | Ineos Grenadiers      | 18 نقطة      |              |
|                       |                      |                       |              |              |
| مصدر: ProCyclingStats |                      |                       |              |              |

### تصنيف الجبال
| تصنيف الجبال          | تصنيف الجبال       | تصنيف الجبال          | تصنيف الجبال | تصنيف الجبال |
| العداء                | العداء             | الفريق                | النقاط       |              |
| --------------------- | ------------------ | --------------------- | ------------ | ------------ |
| 1                     | Jon Agirre ‏        | أوسكالتيل أوسكادي ‏    | 28 نقطة      |              |
| 2                     | Diego Uriarte ‏     | Equipo Kern Pharma ‏   | 21 نقطة      |              |
| 3                     | Santiago Buitrago ‏ | Bahrain Victorious    | 19 نقطة      |              |
| 4                     | جواو ألميدا        | UAE Team Emirates XRG | 18 نقطة      |              |
| 5                     | هوغو هول           | Israel-Premier Tech   | 17 نقطة      |              |
| 6                     | بيلو بلباو         | Bahrain Victorious    | 13 نقطة      |              |
| 7                     | Matyáš Kopecký ‏    | تيم نوفو نورديسك ‏     | 6 نقطة       |              |
| 8                     | توبياس فوس         | Ineos Grenadiers      | 6 نقطة       |              |
| 9                     | بين أوكونور        | Team Jayco AlUla      | 6 نقطة       |              |
| 10                    | Walter Calzoni ‏    | فريق الدراجات Q36.5 ‏  | 5 نقطة       |              |
|                       |                    |                       |              |              |
| مصدر: ProCyclingStats |                    |                       |              |              |

## تصنيف الفرق

### الفرق حسب الوقت
| تصنيف الفرق حسب الوقت | تصنيف الفرق حسب الوقت   | تصنيف الفرق حسب الوقت | تصنيف الفرق حسب الوقت |
| الفريق                | الفريق                  | الوقت                 |                       |
| --------------------- | ----------------------- | --------------------- | --------------------- |
| 1                     | Bahrain-Victorious      | 47 س 35 د 04 ث        |                       |
| 2                     | Ineos Grenadiers        | + 2 د 01 ث            |                       |
| 3                     | Movistar Team           | + 2 د 24 ث            |                       |
| 4                     | UAE Team Emirates XRG   | + 3 د 01 ث            |                       |
| 5                     | Red Bull-BORA-hansgrohe | + 15 د 32 ث           |                       |
|                       |                         |                       |                       |
| مصدر: ProCyclingStats |                         |                       |                       |

## تصانيف فرعية

### تصنيف أفضل شاب
| تصنيف أفضل شاب        | تصنيف أفضل شاب            | تصنيف أفضل شاب                | تصنيف أفضل شاب | تصنيف أفضل شاب |
| العداء                | العداء                    | الفريق                        | الوقت          |                |
| --------------------- | ------------------------- | ----------------------------- | -------------- | -------------- |
| 1                     | كارلوس رودريغيز كانو      | Ineos Grenadiers              | 16 س 18 د 37 ث |                |
| 2                     | Iván Romeo ‏               | Movistar Team                 | + 13 ث         |                |
| 3                     | Lenny Martinez (cyclist) ‏ | Bahrain Victorious            | + 1 د 03 ث     |                |
| 4                     | Pablo Castrillo ‏          | Movistar Team                 | + 1 د 58 ث     |                |
| 5                     | Davide Piganzoli ‏         | إيولو كوميت ‏                  | + 2 د 02 ث     |                |
| 6                     | Andrii Ponomar ‏           | Petrolike ‏                    | + 7 د 36 ث     |                |
| 7                     | Clément Alleno ‏           | برجس بي إتش ‏                  | + 8 د 02 ث     |                |
| 8                     | Iván Cobo ‏                | Equipo Kern Pharma ‏           | + 8 د 40 ث     |                |
| 9                     | Luca Paletti ‏             | VF Group-Bardiani CSF-Faizanè | + 8 د 44 ث     |                |
| 10                    | Joseph Blackmore ‏         | Israel-Premier Tech           | + 8 د 45 ث     |                |
|                       |                           |                               |                |                |
| مصدر: ProCyclingStats |                           |                               |                |                |

## وصلات خارجية
- لمحة عن سباق فولتا لا كومونيتات فالنسيانا 2025 على موقع  ProCyclingStats   (برو  سايكلنج  ستاتس) - إحصاءات  محترفي  الدراجات.
- فولتا لا كومونيتات فالنسيانا 2025 على موقع إحصائيات الدراجات الإحترافية (الإنجليزية)